# Ævangelist
Ævangelist je americká black/death metalová kapela, která se zformovala v roce 2010. Mezi zakládajícími členy byli Matron Thorn (všechny nástroje) a Ascaris (vokály). Debutové studiové album s názvem De Masticatione Mortuorum in Tumulis vyšlo v roce 2012, předcházelo mu vydání EP Oracle of Infinite Despair (2011).

## Diskografie
Studiová alba
- De Masticatione Mortuorum in Tumulis (2012)
- Omen Ex Simulacra (2013)[1]
- Writhes in the Murk (2014)
- Enthrall to the Void of Bliss (2015)
- Heralds of Nightmare Descending (2018)
- Matricide in the Temple of Omega (2018)

EP
- Oracle of Infinite Despair (2011)
- Nightmare Flesh Offering (2013)
- Abstract Catharsis (2015)
- Dream an Evil Dream (2015)
- Aberrant Genesis (2018)

Kompilační alba
- Veneration of Profane Antiquity (2018)

Koncertní alba
- Live at California Deathfest (2015)

Split nahrávky
- To the Dream Plateau of Hideous Revelation (2013) –⁠ společně s americkou kapelou Esoterica
- Codex Obscura Nomina (2013) –⁠ společně s francouzskou kapelou Blut aus Nord